# Bend of Islands
Bend of Islands är en del av en befolkad plats i Australien. Den ligger i kommunen Nillumbik och delstaten Victoria, omkring 31 kilometer nordost om delstatshuvudstaden Melbourne. Antalet invånare är 279.
Runt Bend of Islands är det ganska tätbefolkat, med 222 invånare per kvadratkilometer.. Närmaste större samhälle är Mill Park, omkring 20 kilometer väster om Bend of Islands.
Trakten runt Bend of Islands består till största delen av jordbruksmark. Genomsnittlig årsnederbörd är 1 244 millimeter. Den regnigaste månaden är juli, med i genomsnitt 140 mm nederbörd, och den torraste är januari, med 49 mm nederbörd.